# Soignies
Soignies (en való Sougniye, en neerlandès Zinnik) és un municipi belga de la província d'Hainaut a la regió valona.

## Història
La ciutat actual és el resultat de la fusió, l'1 de gener de 1977 dels municipis de Soignies, Horrues, Casteau, Thieusies, Naast, Chaussée-Notre-Dame-Louvignies i Neufvilles.

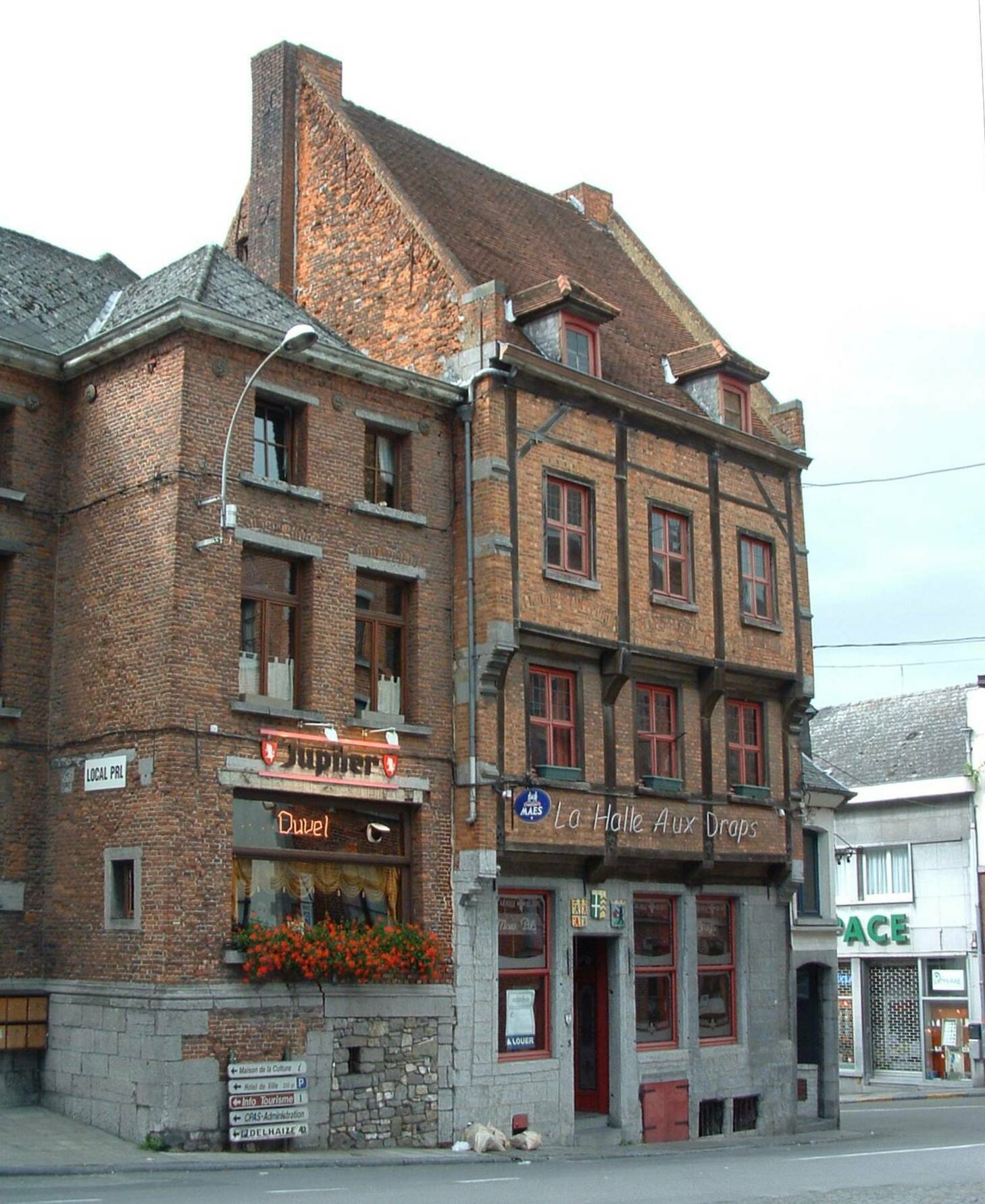
El mercat del drap, edifici de pedra i d'entramat de fusta
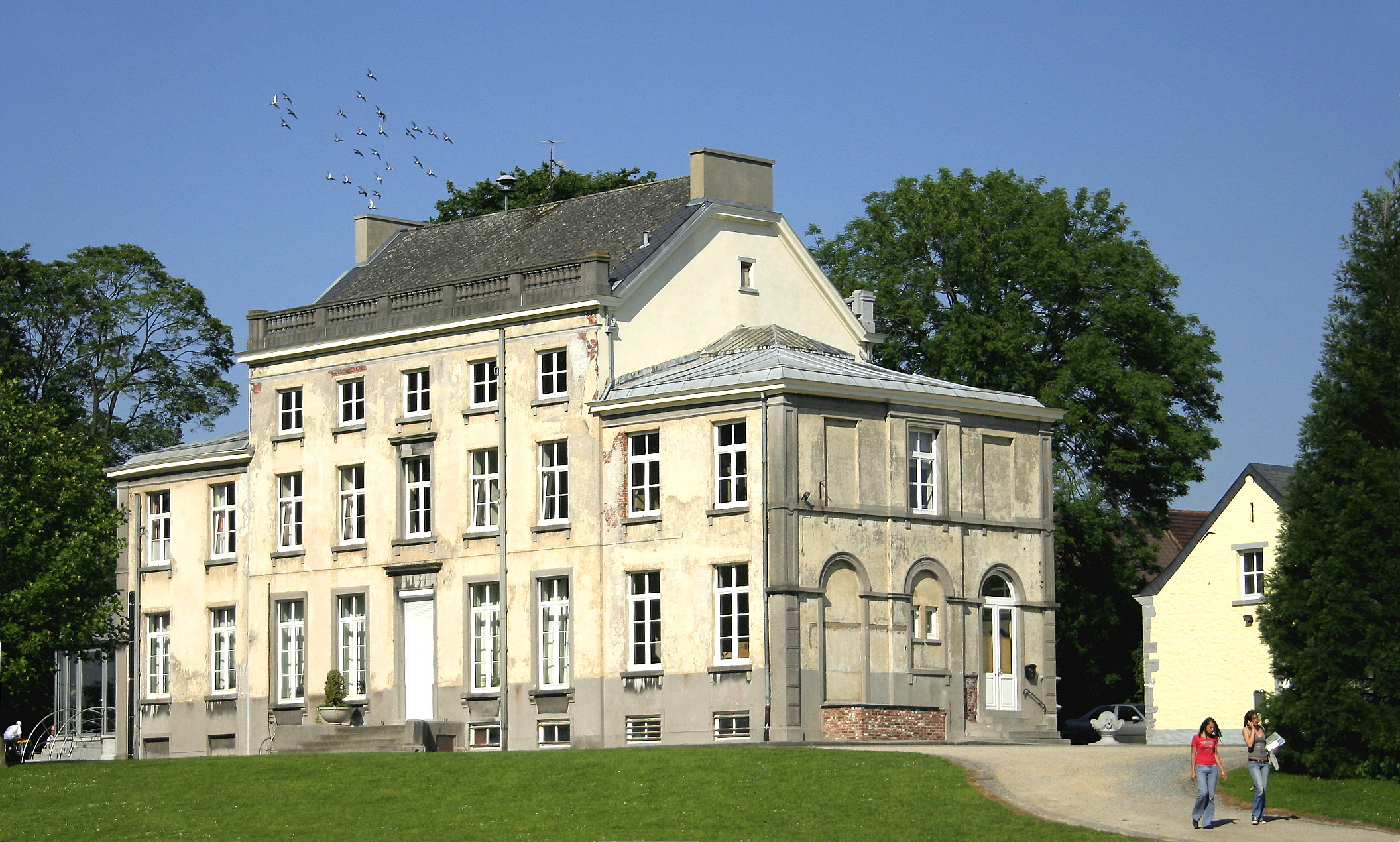
El castel Paternoster
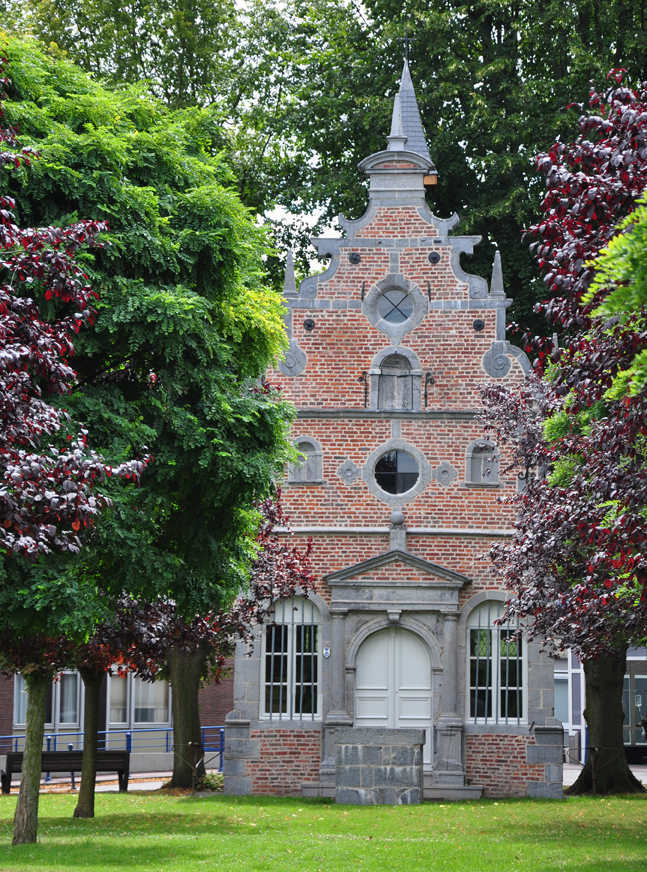
Capella del Tilleriaux (segle XVII)
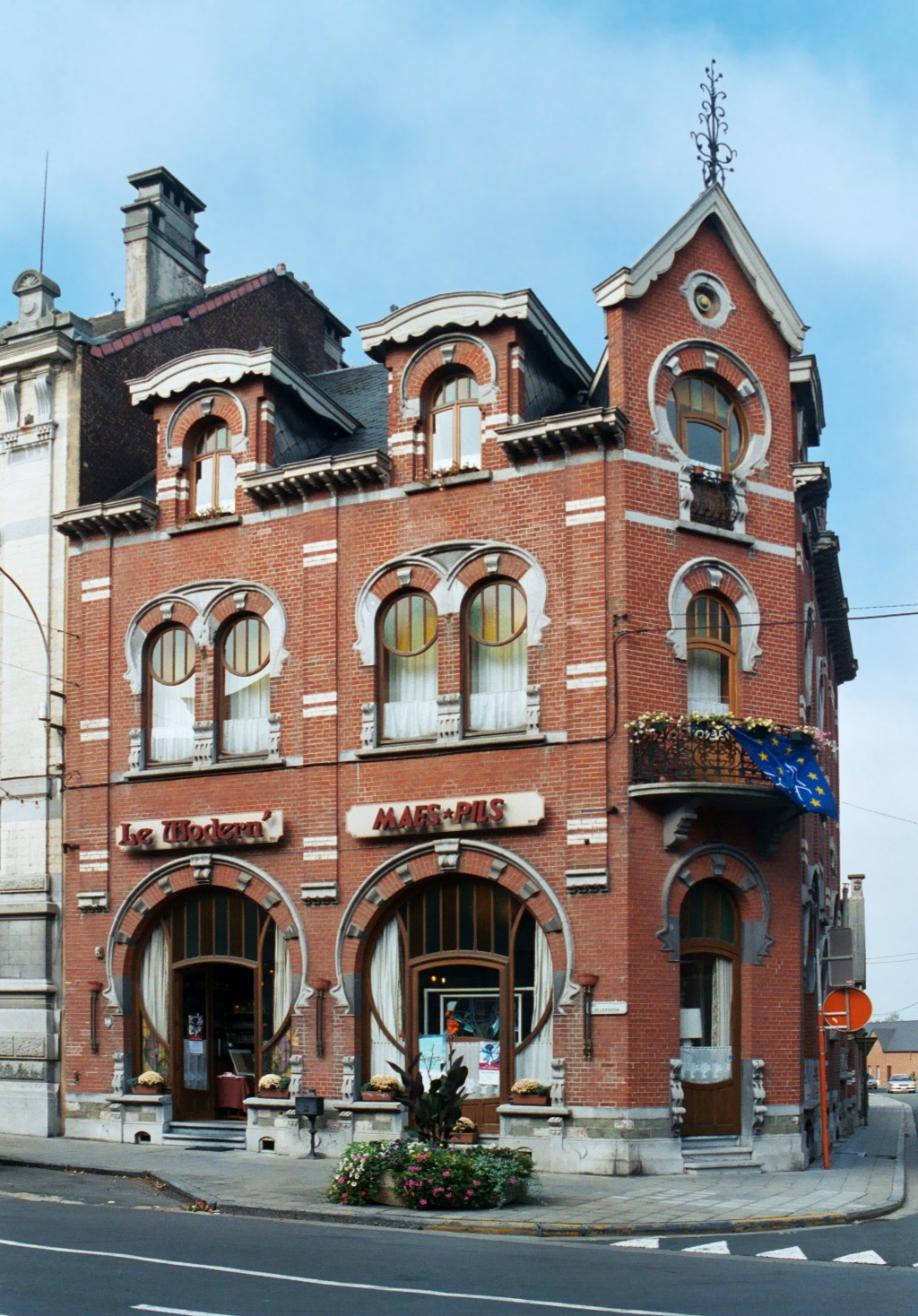
Hotel Modern d'estil modernista
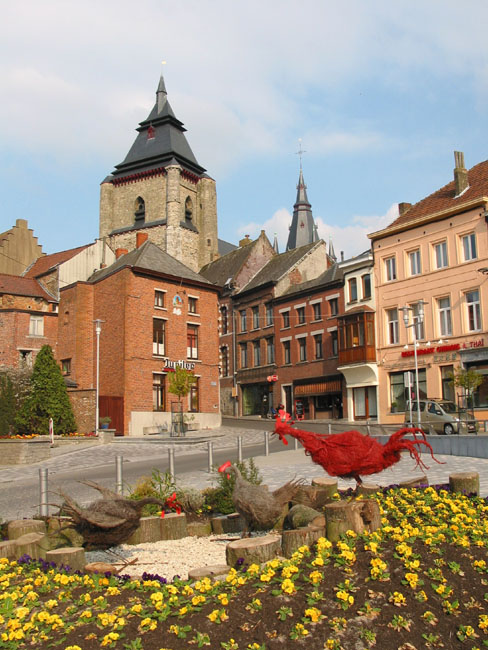
Panorama

## Geografia
Limita al nord amb Petit-Rœulx-lez-Braine i Steenkerque, al nord-est amb Braine-le-Comte i a l'est amb Écaussinnes. Es troba a una altitud de 70 a 140 sobre el nivell mitjà del mar. Està regat pel riu Zenne que neix al nucli de Naast.

## Fills il·lustres
- Nicolau Payen (1512-1559), compositor del Renaixement
- Jules Bordet (1870-1961), Premi Nobel de Medicina o Fisiologia de l'any 1919.

## Agermanaments
- Hazebroek